# Mustapha Laribi
Pour les articles homonymes, voir Laribi.
Mestafa cherif Laribi (en arabe :  مصطفى شريف لعريبي ), né le 8 janvier 1969 à koléa, wilaya de Tipaza à la banlieu d'alger, est un acteur de cinéma algérien.

## Biographie

### Carrière d'acteur
Architecte de formation, Mestafa Laribi  est diplômé de l'Institut supérieur des arts du théâtre avec ses références artistiques, qui comprenaient de nombreux films  drames et la comédie
Introduit au large public du petit écran par un second rôle dans la série «El Imtihan Assab» (la dure épreuve). C’est son rôle en tant que «Lemdjed» qui lui a pemi d'avoir le Fennec d’or.
En 1999, il a joué dans le film «Mon amie ma sœur» avec le réalisateur Mohamed Lebsir. L’histoire de ce long métrage raconte l’endurance de la femme algérienne au cours de la guerre de révolution. Le film a été produit dans le cadre de l’année de l’Algérie en France. Il a interprété avec brillo le rôle d'un journaliste en 2025 dans le feuilleton Li Fat Mat au coté de l'acteur Ali Namous.

### Vie privée
Il est père de 3 enfants, une fille et deux garçons.

## Théâtre
- 2021 : Zenket Lehbel : Youcef Taouint

## Filmographie
| Année | Titre            | Rôle          | Remarques |
| ----- | ---------------- | ------------- | --------- |
| 1999  | Mon Amie Ma Sœur |               |           |
| 2014  | Krim Belkacem    | Abane Ramdane |           |
| 2015  | Lotfi            | Si Slimane    |           |
| 2018  | Fouilleurs Nés   | Omar          |           |
| 2020  | Héliopolis       | Ferhat Abbas  |           |

| Année | Titre                               | Rôle                     | Remarques                  |
| ----- | ----------------------------------- | ------------------------ | -------------------------- |
| 2005  | Printemps noir                      | Mourad                   |                            |
| 2006  | Imtihane Essaab                     | Lamjad                   | Rôle principal 19 épisodes |
| 2008  | Kouloub Fi Siraa                    | Youssef                  |                            |
| 2014  | Khamsa                              | Professeur Ali           |                            |
| 2015  | Table de cuisson Fi Kafas El Itiham |                          |                            |
| 2016  | Qoloub Tahta Ramad                  |                          |                            |
| 2018  | Dakious & Makious                   | Le moniteur d'auto-école | 1 épisode                  |
| 2019  | Wlad Hlal                           | Khalid                   | Rôle principal 28 épisodes |
| 2020  | Confinement                         | Sakiltchi                | Rôle principal 15 épisodes |
| 2021  | FI 90                               | Sakiltchi                | Rôle principal 16 épisodes |
| 2021  | Babour Ellouh                       |                          |                            |
| 2022  | Indama Tajrahona Al Ayam            | Khaled                   | Rôle principal 30 épisodes |
| 2022  | 11.11                               | lbez                     |                            |
| 2023  | El Dama                             | Allem                    |                            |
| 2023  | 11.11 (saison 2)                    | lbez                     |                            |
| 2024  | Al Barani                           | Omar                     | Rôle principal             |
| 2025  | Al arth                             | .......                  | Rôle principal             |
| 2025  | li fat mat                          | .........                | Rôle principal             |

## Récompenses
- 2007 : Fennec d'or Meilleur acteur masculin[5]